# Sant Joan del Claustre
Sant Joan del Claustre és una antiga capella del claustre -desaparegut- de l'església de Santa Maria de la Real, del barri d'aquest nom, de la vila vella de Perpinyà, a la comarca del Rosselló, de la Catalunya del Nord.

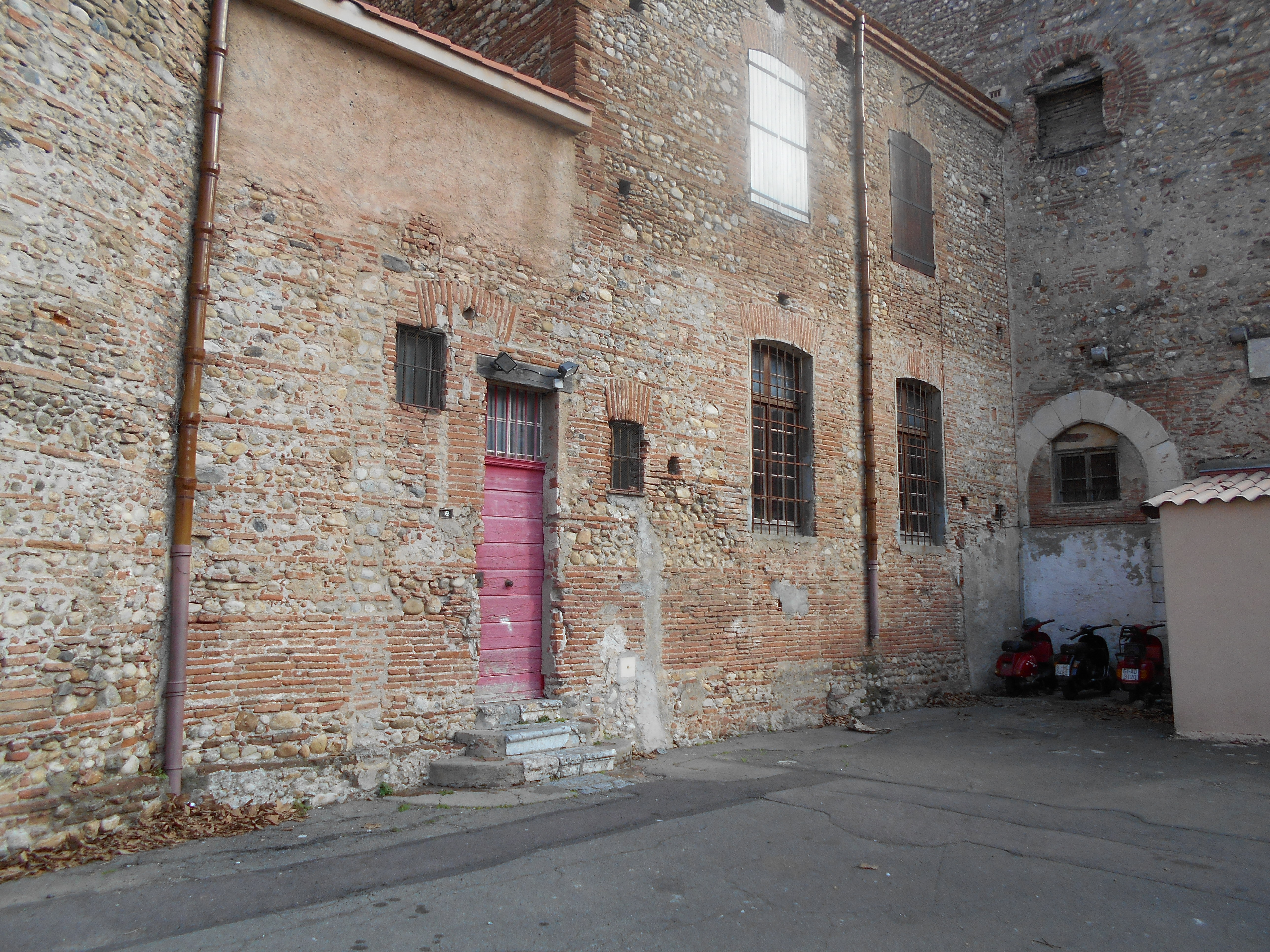
La capella, al costat de Santa Maria la Real.

És dins del nucli vell, en el lloc que ocupava el claustre de l'església de la Real, en el pati, actualment (antic cementiri), de la parròquia, en el carrer Gran de la Real. Al costat de la capella hi ha els locals de l'agrupació escolta de la parròquia.